# Aniujskij Park Narodowy

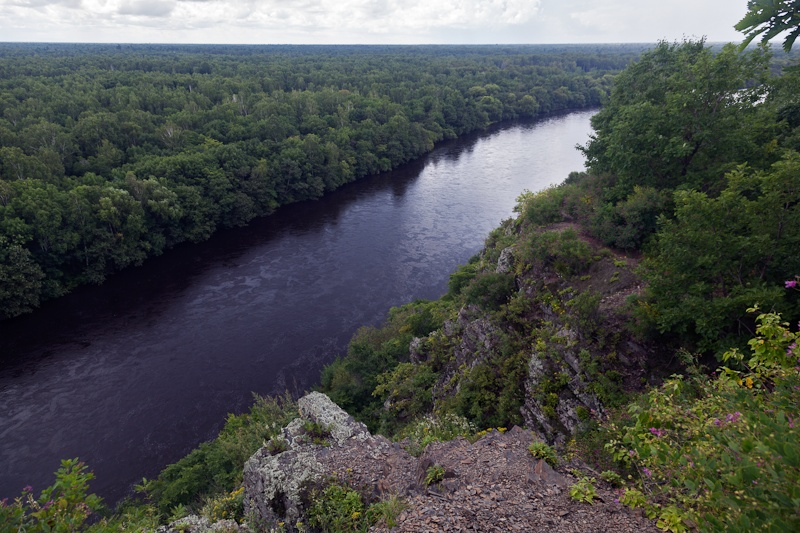
Rzeka Aniuj

Aniujskij Park Narodowy (ros. Национальный парк "Анюйский") – park narodowy położony w Kraju Chabarowskim we wschodniej części Rosji. Założony na mocy dekretu z 15 grudnia 2007 roku, obejmuje dolinę rzeki Aniuj, jednego z dopływów rzeki Amur, i zachodnie zbocza gór Sichote-Aliń. Zajmuje powierzchnię 4293 km², w tym lasy to 4274 km² a wody prawie 20 km².

## Położenie
Park, powstały na mocy dekretu z 15 grudnia 2007 roku, znajduje się w południowo-wschodniej części rejonu nanajskiego w Kraju Chabarowskim we wschodniej części Rosji, 120 km na północny wschód od Chabarowska i 10 om od Trojckoje. Park obejmuje tereny w dolinie rzeki Aniuj, jednego z dopływów rzeki Amur, i zachodnie zbocza gór Sichote-Aliń. 
Granice parku wytyczają: na północy – droga Lidoga-Wanino, na zachodzie – linia wzdłuż gazociągu Sachalin-Chabarowsk-Władywostok, na południu – północne stoki „Trzech Sióstr” a na wschodzie – linia podyktowana złożoną rzeźbą terenu. 

## Opis
Park zajmuje powierzchnię 4293 km², w tym lasy to 4274 km² a wody prawie 20 km². Podzielony jest na 29 obszarów, z czego 9 obejmuje tereny równinne a 11 tereny górskie. Zachodnia część parku obejmuje krańce środkowego dorzecza Amuru, gdzie dominują lasy modrzewiowe, rozlewisko rzeki Aniuj z lasami iglastymi i liściastymi oraz jezioro Gassi, część terenów zalewowych Amuru. W południowo-wschodniej i północno-wschodniej części parku występuje krajobraz górzysty zachodnich zboczy gór Sichote-Aliń porośniętych tajgą, a średnia wysokość terenu to 600 m n.p.m.

## Flora i fauna
Park obejmuje ekosystem leśny w regionie dorzecza Amuru. Flora obejmuje 569 gatunków roślin naczyniowych, m.in. wiele gatunków drzew takich jak dąb mongolski czy sosna koreańska. Występuje tu ponad 300 gatunków kręgowców, z czego ok. 60 gatunków ssaków, 40 gatunków ryb i ponad 200 gatunków ptaków. Park zamieszkują tygrys syberyjski i niedźwiedź himalajski, a w rozlewiskach rzek spotkać można liczne ptactwo wodne. W 2015 roku na terenie parku wypuszczono na wolność tygrysa „Upartego”. Według Ministerstwa Środowiska żyje tu na stałe ok. 12-15 tygrysów.   